# 알레산드라 데 오스마
하노버 왕자빈 알레산드라(Alessandra Prinzessin von Hannover, 1988년 3월 21일 ~ )는 페루의 변호사, 핸드백 디자이너 그리고 전 모델이다. 그녀는 크리스티안 폰 하노버와의 결혼을 통해 하노버 왕가의 일원이다.